# Mont Ventoux Dénivelé Challenges 2023
Mont Ventoux Dénivelé Challenges 2023 var den 5. udgave af det franske cykelløb Mont Ventoux Dénivelé Challenges. Det 98,3 km lange linjeløb blev kørt den 13. juni 2023 med start i Vaison-la-Romaine og mål på Mont Ventoux. Løbet var en del af UCI ProSeries 2023.
Løbet blev vundet af den 19-årige franskmand Lenny Martinez fra Groupama-FDJ. Det var karrierens første professionelle sejr.

## Resultat
| \| Samlede stilling \| Samlede stilling \| Samlede stilling \| Samlede stilling \| Samlede stilling \| \| Rytter \| Rytter \| Hold \| Tid \| \| \| ---------------- \| ---------------------- \| --------------------- \| ---------------- \| ---------------- \| \| 1. \| Lenny Martinez \| Groupama-FDJ \| 2t 48' 41" \| \| \| 2. \| Michael Woods \| Israel-Premier Tech \| + 1" \| \| \| 3. \| Simon Carr \| EF Education-EasyPost \| + 1" \| \| \| 4. \| Cristián Rodríguez \| Arkéa-Samsic \| + 1" \| \| \| 5. \| Clément Champoussin \| Arkéa-Samsic \| + 13" \| \| \| 6. \| Iván Sosa \| Movistar Team \| + 14" \| \| \| 7. \| Domenico Pozzovivo \| Israel-Premier Tech \| + 15" \| \| \| 8. \| Valentin Paret-Peintre \| AG2R Citroën Team \| + 20" \| \| \| 9. \| Diego Camargo \| EF Education-EasyPost \| + 22" \| \| \| 10. \| Mikel Bizkarra \| Euskaltel-Euskadi \| + 29" \| \| |                        |                       |            |
| |                        |                       |            |
| Kilde: ProCyclingStats |                        |                       |            |
| Samlede stilling |                        |                       |            |
| Rytter | Rytter                 | Hold                  | Tid        |
| 1. | Lenny Martinez         | Groupama-FDJ          | 2t 48' 41" |
| 2. | Michael Woods          | Israel-Premier Tech   | + 1"       |
| 3. | Simon Carr             | EF Education-EasyPost | + 1"       |
| 4. | Cristián Rodríguez     | Arkéa-Samsic          | + 1"       |
| 5. | Clément Champoussin    | Arkéa-Samsic          | + 13"      |
| 6. | Iván Sosa              | Movistar Team         | + 14"      |
| 7. | Domenico Pozzovivo     | Israel-Premier Tech   | + 15"      |
| 8. | Valentin Paret-Peintre | AG2R Citroën Team     | + 20"      |
| 9. | Diego Camargo          | EF Education-EasyPost | + 22"      |
| 10. | Mikel Bizkarra         | Euskaltel-Euskadi     | + 29"      |

## Hold og ryttere
| UCI WorldTeams (6)- AG2R Citroën Team - Cofidis - EF Education-EasyPost - Groupama-FDJ - Movistar Team - Arkéa-Samsic UCI ProTeams (7)- Burgos-BH - Caja Rural-Seguros RGA - Equipo Kern Pharma - Euskaltel-Euskadi - Israel-Premier Tech - TotalEnergies - Uno-X Pro Cycling Team UCI Kontinentalhold (3)- CIC U Nantes Atlantique - Electro Hiper Europa - Nice Métropole Côte d'Azur |
| |

### Danske ryttere
| Danske ryttere på startlisten p.t. |        |      |           |
| Rygnummer                          | Rytter | Hold | Placering |

* DNS = stillede ikke til start

* DNF = gennemførte ikke

### Startliste
| EF Education-EasyPost EFE | EF Education-EasyPost EFE      | EF Education-EasyPost EFE |
| ------------------------- | ------------------------------ | ------------------------- |
| Nr.                       | Rytter                         | Placering                 |
| 1                         | Diego Camargo (COL)            | 9.                        |
| 2                         | Simon Carr (GBR)               | 3.                        |
| 3                         | Odd Christian Eiking (NOR)     | 13.                       |
| 4                         | Merhawi Kudus (ERI) (landevej) | 15.                       |
| 5                         | Mark Padun (UKR)               | 57.                       |
| 7                         | Georg Steinhauser (GER)        | 17.                       |

| Cofidis COF | Cofidis COF           | Cofidis COF |
| ----------- | --------------------- | ----------- |
| Nr.         | Rytter                | Placering   |
| 11          | Jesús Herrada (ESP)   | 12.         |
| 12          | François Bidard (FRA) | 50.         |
| 13          | Thomas Champion (FRA) | 70.         |
| 14          | José Herrada (ESP)    | 56.         |
| 15          | Harrison Wood (GBR)   | 30.         |
| 16          | Axel Mariault (FRA)   | 44.         |
| 17          | Hugo Toumire (FRA)    | 49.         |

| AG2R Citroën Team ACT | AG2R Citroën Team ACT        | AG2R Citroën Team ACT |
| --------------------- | ---------------------------- | --------------------- |
| Nr.                   | Rytter                       | Placering             |
| 21                    | Alex Baudin (FRA)            | 35.                   |
| 22                    | Valentin Retailleau (FRA)    | 67.                   |
| 23                    | Paul Lapeira (FRA)           | 74.                   |
| 24                    | Valentin Paret-Peintre (FRA) | 8.                    |
| 25                    | Nicolas Prodhomme (FRA)      | 16.                   |
| 26                    | Bastien Tronchon (FRA)       | 76.                   |

| Groupama-FDJ GFC | Groupama-FDJ GFC        | Groupama-FDJ GFC |
| ---------------- | ----------------------- | ---------------- |
| Nr.              | Rytter                  | Placering        |
| 31               | Reuben Thompson (NZL)   | 34.              |
| 32               | Lorenzo Germani (ITA)   | 45.              |
| 33               | Lars van den Berg (NED) | 19.              |
| 34               | Lenny Martinez (FRA)    | 1.               |
| 35               | Rudy Molard (FRA)       | 28.              |
| 36               | Clément Davy (FRA)      | 91.              |
| 37               | Enzo Paleni (FRA)       | 53.              |

| Movistar Team MOV | Movistar Team MOV                      | Movistar Team MOV |
| ----------------- | -------------------------------------- | ----------------- |
| Nr.               | Rytter                                 | Placering         |
| 41                | Imanol Erviti (ESP)                    | 92.               |
| 42                | Abner González (PUR)                   | 81.               |
| 43                | Will Barta (USA)                       | 51.               |
| 44                | Einer Rubio (COL)                      | 25.               |
| 45                | Vinicius Rangel Costa (BRA) (landevej) | 98.               |
| 46                | Sergio Samitier (ESP)                  | 94.               |
| 47                | Iván Sosa (COL)                        | 6.                |

| Arkéa-Samsic ARK | Arkéa-Samsic ARK          | Arkéa-Samsic ARK |
| ---------------- | ------------------------- | ---------------- |
| Nr.              | Rytter                    | Placering        |
| 51               | Cristián Rodríguez (ESP)  | 4.               |
| 52               | Maxime Bouet (FRA)        | 90.              |
| 53               | Clément Champoussin (FRA) | 5.               |
| 54               | Élie Gesbert (FRA)        | 22.              |
| 55               | Kévin Ledanois (FRA)      | 69.              |
| 56               | Michel Ries (LUX)         | 48.              |
| 57               | Alessandro Verre (ITA)    | 37.              |

| Israel-Premier Tech IPT | Israel-Premier Tech IPT  | Israel-Premier Tech IPT |
| ----------------------- | ------------------------ | ----------------------- |
| Nr.                     | Rytter                   | Placering               |
| 61                      | Chris Froome (GBR)       | 55.                     |
| 62                      | Michael Woods (CAN)      | 2.                      |
| 63                      | Guillaume Boivin (CAN)   | 61.                     |
| 64                      | Domenico Pozzovivo (ITA) | 7.                      |
| 65                      | Matthew Riccitello (USA) | 14.                     |
| 66                      | Stephen Williams (GBR)   | 58.                     |
| 67                      | Pau Martí (ESP)          | 93.                     |

| Caja Rural-Seguros RGA CJR | Caja Rural-Seguros RGA CJR    | Caja Rural-Seguros RGA CJR |
| -------------------------- | ----------------------------- | -------------------------- |
| Nr.                        | Rytter                        | Placering                  |
| 71                         | Julen Amezqueta (ESP)         | 62.                        |
| 72                         | Abel Balderstone (ESP)        | 21.                        |
| 73                         | Jhojan García (COL)           |                            |
| 74                         | Mulu Hailemichael (ETH)       | 38.                        |
| 75                         | Calum Johnston (GBR)          | 77.                        |
| 76                         | Orluis Aular (VEN) (landevej) | 52.                        |
| 77                         | Josu Etxeberria (ESP)         | 96.                        |

| TotalEnergies TEN | TotalEnergies TEN      | TotalEnergies TEN |
| ----------------- | ---------------------- | ----------------- |
| Nr.               | Rytter                 | Placering         |
| 81                | Fabien Doubey (FRA)    | 88.               |
| 82                | Sandy Dujardin (FRA)   | 79.               |
| 83                | Alan Jousseaume (FRA)  | 32.               |
| 84                | Pierre Latour (FRA)    | 29.               |
| 85                | Julien Simon (FRA)     | 75.               |
| 86                | Geoffrey Soupe (FRA)   | 80.               |
| 87                | Dries Van Gestel (BEL) | 97.               |

| Euskaltel-Euskadi EUS | Euskaltel-Euskadi EUS   | Euskaltel-Euskadi EUS |
| --------------------- | ----------------------- | --------------------- |
| Nr.                   | Rytter                  | Placering             |
| 91                    | Asier Etxeberria (ESP)  | 84.                   |
| 92                    | Mikel Bizkarra (ESP)    | 10.                   |
| 93                    | Joan Bou (ESP)          | 18.                   |
| 94                    | Ibai Azurmendi (ESP)    | 26.                   |
| 95                    | Unai Cuadrado (ESP)     | 68.                   |
| 96                    | Peio Goikoetxea (ESP)   | 101.                  |
| 97                    | Enekoitz Azparren (ESP) | HD                    |

| Equipo Kern Pharma EKP | Equipo Kern Pharma EKP     | Equipo Kern Pharma EKP |
| ---------------------- | -------------------------- | ---------------------- |
| Nr.                    | Rytter                     | Placering              |
| 101                    | Roger Adrià (ESP)          | 72.                    |
| 102                    | Jon Agirre (ESP)           | 31.                    |
| 103                    | Pablo Castrillo (ESP)      | 73.                    |
| 105                    | José Félix Parra (ESP)     | 27.                    |
| 106                    | Ibon Ruiz (ESP)            | 40.                    |
| 107                    | Carlos García Pierna (ESP) | 36.                    |

| Uno-X Pro Cycling Team UXT | Uno-X Pro Cycling Team UXT | Uno-X Pro Cycling Team UXT |
| -------------------------- | -------------------------- | -------------------------- |
| Nr.                        | Rytter                     | Placering                  |
| 111                        | Niklas Eg (DEN)            | 42.                        |
| 112                        | Jacob Hindsgaul (DEN)      | 102.                       |
| 113                        | Marcus Sander Hansen (DEN) | DNF                        |
| 114                        | Ådne Holter (NOR)          | 33.                        |
| 115                        | Magnus Kulset (NOR)        | 54.                        |
| 116                        | Johannes Kulset (NOR)      | 11.                        |
| 117                        | Idar Andersen (NOR)        | DNF                        |

| Burgos-BH BBH | Burgos-BH BBH          | Burgos-BH BBH |
| ------------- | ---------------------- | ------------- |
| Nr.           | Rytter                 | Placering     |
| 121           | Pelayo Sánchez (ESP)   | 23.           |
| 122           | José Manuel Díaz (ESP) | 24.           |
| 123           | Ángel Madrazo (ESP)    | 100.          |
| 124           | Daniel Navarro (ESP)   | 39.           |
| 125           | Mario Aparicio (ESP)   | 47.           |
| 126           | Eric Fagúndez (URU)    | 64.           |

| Nice Métropole Côte d'Azur NMC | Nice Métropole Côte d'Azur NMC | Nice Métropole Côte d'Azur NMC |
| ------------------------------ | ------------------------------ | ------------------------------ |
| Nr.                            | Rytter                         | Placering                      |
| 131                            | Edouard Bonnefoix (FRA)        | 87.                            |
| 132                            | Tristan Delacroix (FRA)        | 95.                            |
| 133                            | Maxime Urruty (FRA)            | 83.                            |
| 134                            | Jean Goubert (FRA)             | 82.                            |
| 135                            | Julian Lino (FRA)              | 60.                            |
| 136                            | Andrea Mifsud                  | 65.                            |
| 137                            | Larry Valvasori (LUX)          | 89.                            |

| Electro Hiper Europa EHE | Electro Hiper Europa EHE | Electro Hiper Europa EHE |
| ------------------------ | ------------------------ | ------------------------ |
| Nr.                      | Rytter                   | Placering                |
| 141                      | Mateu Estelrich (ESP)    | 78.                      |
| 142                      | Víctor Martínez (ESP)    | 63.                      |
| 143                      | José María García (ESP)  | 85.                      |
| 144                      | José Luis Faura (ESP)    | 41.                      |
| 145                      | Xavier Cañellas (ESP)    | HD                       |
| 147                      | Alex Molenaar (NED)      | 43.                      |

| CIC U Nantes Atlantique UCN | CIC U Nantes Atlantique UCN | CIC U Nantes Atlantique UCN |
| --------------------------- | --------------------------- | --------------------------- |
| Nr.                         | Rytter                      | Placering                   |
| 151                         | Jordan Jegat (FRA)          | 46.                         |
| 152                         | Yaël Joalland (FRA)         | 20.                         |
| 153                         | Léo Danès (FRA)             | 71.                         |
| 154                         | Maël Guégan (FRA)           | 66.                         |
| 155                         | Noa Isidore (FRA)           | 86.                         |
| 156                         | Hubert Grygowski (POL)      | 99.                         |

| EF Education-EasyPost EFE | EF Education-EasyPost EFE      | EF Education-EasyPost EFE |
| ------------------------- | ------------------------------ | ------------------------- |
| Nr.                       | Rytter                         | Placering                 |
| 1                         | Diego Camargo (COL)            | 9.                        |
| 2                         | Simon Carr (GBR)               | 3.                        |
| 3                         | Odd Christian Eiking (NOR)     | 13.                       |
| 4                         | Merhawi Kudus (ERI) (landevej) | 15.                       |
| 5                         | Mark Padun (UKR)               | 57.                       |
| 7                         | Georg Steinhauser (GER)        | 17.                       |

| Cofidis COF | Cofidis COF           | Cofidis COF |
| ----------- | --------------------- | ----------- |
| Nr.         | Rytter                | Placering   |
| 11          | Jesús Herrada (ESP)   | 12.         |
| 12          | François Bidard (FRA) | 50.         |
| 13          | Thomas Champion (FRA) | 70.         |
| 14          | José Herrada (ESP)    | 56.         |
| 15          | Harrison Wood (GBR)   | 30.         |
| 16          | Axel Mariault (FRA)   | 44.         |
| 17          | Hugo Toumire (FRA)    | 49.         |

| AG2R Citroën Team ACT | AG2R Citroën Team ACT        | AG2R Citroën Team ACT |
| --------------------- | ---------------------------- | --------------------- |
| Nr.                   | Rytter                       | Placering             |
| 21                    | Alex Baudin (FRA)            | 35.                   |
| 22                    | Valentin Retailleau (FRA)    | 67.                   |
| 23                    | Paul Lapeira (FRA)           | 74.                   |
| 24                    | Valentin Paret-Peintre (FRA) | 8.                    |
| 25                    | Nicolas Prodhomme (FRA)      | 16.                   |
| 26                    | Bastien Tronchon (FRA)       | 76.                   |

| Groupama-FDJ GFC | Groupama-FDJ GFC        | Groupama-FDJ GFC |
| ---------------- | ----------------------- | ---------------- |
| Nr.              | Rytter                  | Placering        |
| 31               | Reuben Thompson (NZL)   | 34.              |
| 32               | Lorenzo Germani (ITA)   | 45.              |
| 33               | Lars van den Berg (NED) | 19.              |
| 34               | Lenny Martinez (FRA)    | 1.               |
| 35               | Rudy Molard (FRA)       | 28.              |
| 36               | Clément Davy (FRA)      | 91.              |
| 37               | Enzo Paleni (FRA)       | 53.              |

| Movistar Team MOV | Movistar Team MOV                      | Movistar Team MOV |
| ----------------- | -------------------------------------- | ----------------- |
| Nr.               | Rytter                                 | Placering         |
| 41                | Imanol Erviti (ESP)                    | 92.               |
| 42                | Abner González (PUR)                   | 81.               |
| 43                | Will Barta (USA)                       | 51.               |
| 44                | Einer Rubio (COL)                      | 25.               |
| 45                | Vinicius Rangel Costa (BRA) (landevej) | 98.               |
| 46                | Sergio Samitier (ESP)                  | 94.               |
| 47                | Iván Sosa (COL)                        | 6.                |

| Arkéa-Samsic ARK | Arkéa-Samsic ARK          | Arkéa-Samsic ARK |
| ---------------- | ------------------------- | ---------------- |
| Nr.              | Rytter                    | Placering        |
| 51               | Cristián Rodríguez (ESP)  | 4.               |
| 52               | Maxime Bouet (FRA)        | 90.              |
| 53               | Clément Champoussin (FRA) | 5.               |
| 54               | Élie Gesbert (FRA)        | 22.              |
| 55               | Kévin Ledanois (FRA)      | 69.              |
| 56               | Michel Ries (LUX)         | 48.              |
| 57               | Alessandro Verre (ITA)    | 37.              |

| Israel-Premier Tech IPT | Israel-Premier Tech IPT  | Israel-Premier Tech IPT |
| ----------------------- | ------------------------ | ----------------------- |
| Nr.                     | Rytter                   | Placering               |
| 61                      | Chris Froome (GBR)       | 55.                     |
| 62                      | Michael Woods (CAN)      | 2.                      |
| 63                      | Guillaume Boivin (CAN)   | 61.                     |
| 64                      | Domenico Pozzovivo (ITA) | 7.                      |
| 65                      | Matthew Riccitello (USA) | 14.                     |
| 66                      | Stephen Williams (GBR)   | 58.                     |
| 67                      | Pau Martí (ESP)          | 93.                     |

| Caja Rural-Seguros RGA CJR | Caja Rural-Seguros RGA CJR    | Caja Rural-Seguros RGA CJR |
| -------------------------- | ----------------------------- | -------------------------- |
| Nr.                        | Rytter                        | Placering                  |
| 71                         | Julen Amezqueta (ESP)         | 62.                        |
| 72                         | Abel Balderstone (ESP)        | 21.                        |
| 73                         | Jhojan García (COL)           |                            |
| 74                         | Mulu Hailemichael (ETH)       | 38.                        |
| 75                         | Calum Johnston (GBR)          | 77.                        |
| 76                         | Orluis Aular (VEN) (landevej) | 52.                        |
| 77                         | Josu Etxeberria (ESP)         | 96.                        |

| TotalEnergies TEN | TotalEnergies TEN      | TotalEnergies TEN |
| ----------------- | ---------------------- | ----------------- |
| Nr.               | Rytter                 | Placering         |
| 81                | Fabien Doubey (FRA)    | 88.               |
| 82                | Sandy Dujardin (FRA)   | 79.               |
| 83                | Alan Jousseaume (FRA)  | 32.               |
| 84                | Pierre Latour (FRA)    | 29.               |
| 85                | Julien Simon (FRA)     | 75.               |
| 86                | Geoffrey Soupe (FRA)   | 80.               |
| 87                | Dries Van Gestel (BEL) | 97.               |

| Euskaltel-Euskadi EUS | Euskaltel-Euskadi EUS   | Euskaltel-Euskadi EUS |
| --------------------- | ----------------------- | --------------------- |
| Nr.                   | Rytter                  | Placering             |
| 91                    | Asier Etxeberria (ESP)  | 84.                   |
| 92                    | Mikel Bizkarra (ESP)    | 10.                   |
| 93                    | Joan Bou (ESP)          | 18.                   |
| 94                    | Ibai Azurmendi (ESP)    | 26.                   |
| 95                    | Unai Cuadrado (ESP)     | 68.                   |
| 96                    | Peio Goikoetxea (ESP)   | 101.                  |
| 97                    | Enekoitz Azparren (ESP) | HD                    |

| Equipo Kern Pharma EKP | Equipo Kern Pharma EKP     | Equipo Kern Pharma EKP |
| ---------------------- | -------------------------- | ---------------------- |
| Nr.                    | Rytter                     | Placering              |
| 101                    | Roger Adrià (ESP)          | 72.                    |
| 102                    | Jon Agirre (ESP)           | 31.                    |
| 103                    | Pablo Castrillo (ESP)      | 73.                    |
| 105                    | José Félix Parra (ESP)     | 27.                    |
| 106                    | Ibon Ruiz (ESP)            | 40.                    |
| 107                    | Carlos García Pierna (ESP) | 36.                    |

| Uno-X Pro Cycling Team UXT | Uno-X Pro Cycling Team UXT | Uno-X Pro Cycling Team UXT |
| -------------------------- | -------------------------- | -------------------------- |
| Nr.                        | Rytter                     | Placering                  |
| 111                        | Niklas Eg (DEN)            | 42.                        |
| 112                        | Jacob Hindsgaul (DEN)      | 102.                       |
| 113                        | Marcus Sander Hansen (DEN) | DNF                        |
| 114                        | Ådne Holter (NOR)          | 33.                        |
| 115                        | Magnus Kulset (NOR)        | 54.                        |
| 116                        | Johannes Kulset (NOR)      | 11.                        |
| 117                        | Idar Andersen (NOR)        | DNF                        |

| Burgos-BH BBH | Burgos-BH BBH          | Burgos-BH BBH |
| ------------- | ---------------------- | ------------- |
| Nr.           | Rytter                 | Placering     |
| 121           | Pelayo Sánchez (ESP)   | 23.           |
| 122           | José Manuel Díaz (ESP) | 24.           |
| 123           | Ángel Madrazo (ESP)    | 100.          |
| 124           | Daniel Navarro (ESP)   | 39.           |
| 125           | Mario Aparicio (ESP)   | 47.           |
| 126           | Eric Fagúndez (URU)    | 64.           |

| Nice Métropole Côte d'Azur NMC | Nice Métropole Côte d'Azur NMC | Nice Métropole Côte d'Azur NMC |
| ------------------------------ | ------------------------------ | ------------------------------ |
| Nr.                            | Rytter                         | Placering                      |
| 131                            | Edouard Bonnefoix (FRA)        | 87.                            |
| 132                            | Tristan Delacroix (FRA)        | 95.                            |
| 133                            | Maxime Urruty (FRA)            | 83.                            |
| 134                            | Jean Goubert (FRA)             | 82.                            |
| 135                            | Julian Lino (FRA)              | 60.                            |
| 136                            | Andrea Mifsud                  | 65.                            |
| 137                            | Larry Valvasori (LUX)          | 89.                            |

| Electro Hiper Europa EHE | Electro Hiper Europa EHE | Electro Hiper Europa EHE |
| ------------------------ | ------------------------ | ------------------------ |
| Nr.                      | Rytter                   | Placering                |
| 141                      | Mateu Estelrich (ESP)    | 78.                      |
| 142                      | Víctor Martínez (ESP)    | 63.                      |
| 143                      | José María García (ESP)  | 85.                      |
| 144                      | José Luis Faura (ESP)    | 41.                      |
| 145                      | Xavier Cañellas (ESP)    | HD                       |
| 147                      | Alex Molenaar (NED)      | 43.                      |

| CIC U Nantes Atlantique UCN | CIC U Nantes Atlantique UCN | CIC U Nantes Atlantique UCN |
| --------------------------- | --------------------------- | --------------------------- |
| Nr.                         | Rytter                      | Placering                   |
| 151                         | Jordan Jegat (FRA)          | 46.                         |
| 152                         | Yaël Joalland (FRA)         | 20.                         |
| 153                         | Léo Danès (FRA)             | 71.                         |
| 154                         | Maël Guégan (FRA)           | 66.                         |
| 155                         | Noa Isidore (FRA)           | 86.                         |
| 156                         | Hubert Grygowski (POL)      | 99.                         |